# Ginevra Conti Odorisio
Ginevra Conti Odorisio, née à San Marco Argentano le 22 juin 1938, est une universitaire historienne et féministe italienne.

## Biographie
Elle est professeur d'histoire des doctrines politiques à l'Université de Cassino, puis de 1995 à sa retraite, professeur d'histoire des femmes à la faculté des sciences politiques de  l'Université de Rome 3. 
En 1975, elle s'implique dans la création de la revue DWF donnawomanfemme, la première revue italienne consacrée aux études historiques et socioanthropologiques féministes. 
À l'activité de militante, elle choisit de conduire des études historiques sur la place des femmes dans la société dès le XVIIe siècle et d'étudier les concepts justifiant la marginalisation des femmes de la politique par les hommes. 
Elle participe à l’une des premières enquêtes sur La participation politique des femmes en Europe (1984) et été la vice-présidente du Groupe d’experts sur l’éducation et la formation à la Division générale XXII  Europe (1995-2000).

## Principaux livres
- S.N.H. Linguet: dall'ancien régime alla rivoluzione, Milan : Giuffrè, 1976[3].
- Avec Ida Magli,  Matriarcato e potere delle donne, 1978 traduit en francais  par Mireille Zanuttini et Josette Vermiglio Matriarcat et-ou pouvoir des femmes ?  Paris : des Femmes, 1983[4].
- Storia dell'idea femminista in Italia,Turin : ERI , cop. 1980.
- Donna e società nel Seicento : Lucrezia Marinelli e Arcangela Tarabotti , Rome : Bulzoni ed., 1979[5].
- Salvatore Morelli (1824-1880) : emancipazionismo e democrazia nell'Ottocento europeo, Naples : ESI, 1992[6].
- Famiglia e Stato nella "République" di Jean Bodin  Turin : G. Giappichelli, 1993[7]. traduit en français La famille et l'État dans La République de Jean Bodin, Paris : L'Harmattan, 2007.
- François Poullain de La Barre e la teoria dell'uguaglianza : con la traduzione integrale de L'uguaglianza dei due sessi (1763) di F. Poullain de la Barre Milan : Ed. unicopli, cop. 1996[8].
- Harriet Martineau e Tocqueville : due diverse letture della democrazia americana, Soveria Mannelli (Catanzaro) : Rubbettino, 2003[9].
- Barrault e l'emancipazione femminile nella scuola sansimoniana, Trieste : Edizioni Università di Trieste, 2005[10],[11].